# Lissomma minuta
Lissomma minuta là một loài bướm đêm trong họ Geometridae.